# Eucleodora plumbipictella
Eucleodora plumbipictella is een vlinder uit de familie sikkelmotten (Oecophoridae). De wetenschappelijke naam van deze soort is voor het eerst geldig gepubliceerd in 1913 door Strand.
De soort komt voor in tropisch Afrika.